# Coregonus pravdinellus
Coregonus pravdinellus är en fiskart som beskrevs av Delkeit, 1949. Coregonus pravdinellus ingår i släktet Coregonus och familjen laxfiskar. Inga underarter finns listade i Catalogue of Life.